# Enceinte de Bazas
L'enceinte de Bazas est un ensemble de vestiges de fortifications d'agglomération situé dans le département de la Gironde, sur la commune de Bazas, en France.

## Localisation
Les vestiges de l'enceinte sont disséminés autour du centre-ville. Les principaux endroits sont la porte du Gisquet, la poterne de la Brèche, les murs de soutien de la cathédrale, du jardin public en contrebas et ceux de l'allée de Tourny.

## Historique
La ville fortifiée de Bazas était établie sur un éperon rocheux triangulaire et l'enceinte, construite à partir du XIIIe siècle, en épousait le contour. Cette enceinte a en grande partie disparu depuis le XVIIIe siècle et les remparts qui subsistent jouent encore leur rôle de soutènement. Subsistent également la Porte du Gisquet et la Poterne de la Brèche. L'ensemble de ces vestiges est inscrit au titre des monuments historiques par arrêté du 25 mai 1994.
Une enceinte est attestée au début du Ve siècle par le poète romain Paulin de Pella, témoin oculaire du siège de Bazas par les Wisigoths en 414, qui mentionne notamment « la foule barbare collée à nos murs ».

## Galerie

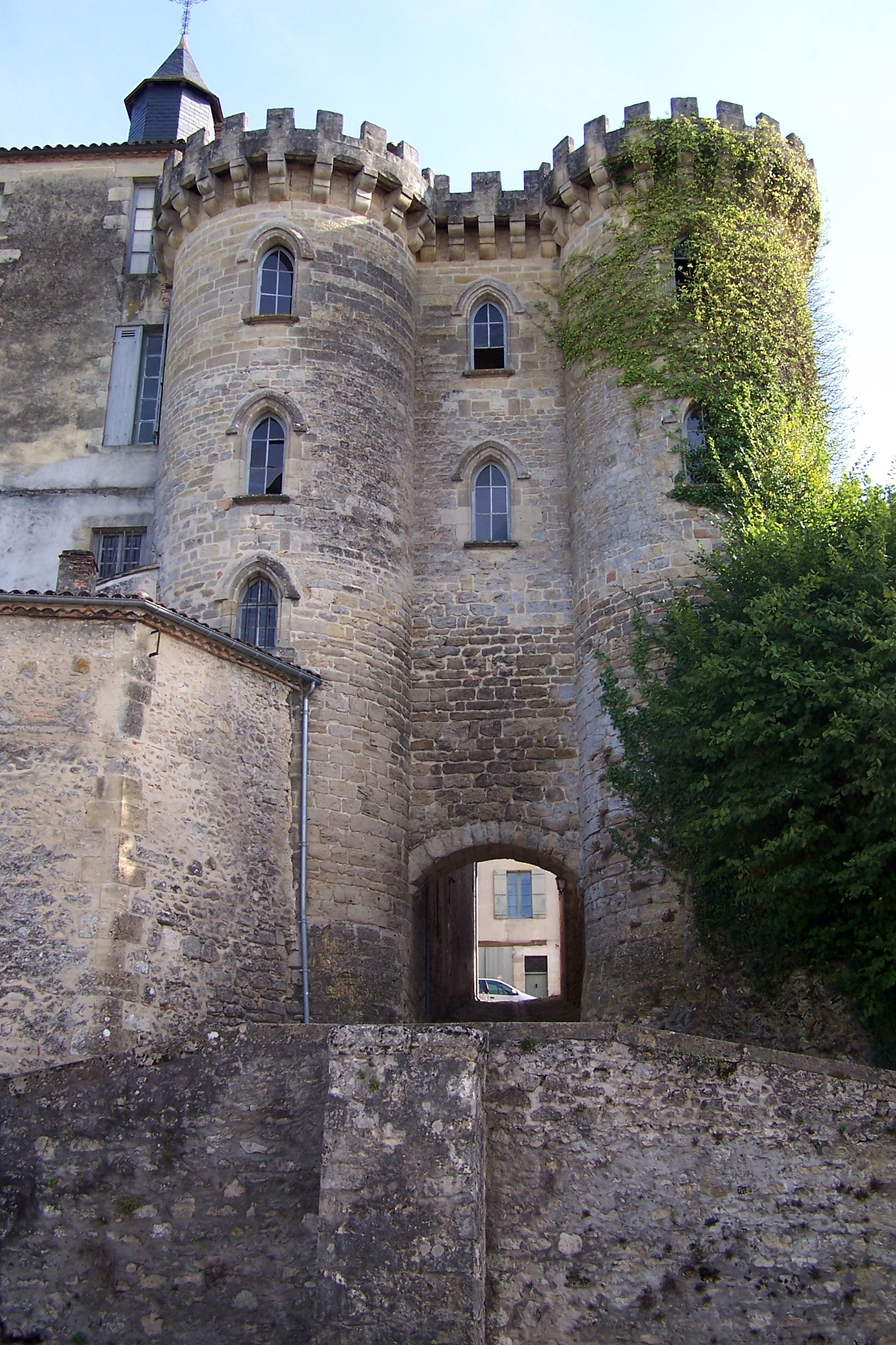
La porte du Gisquet (sept. 2011)
44° 25′ 57,2″ N, 0° 12′ 33,4″ O
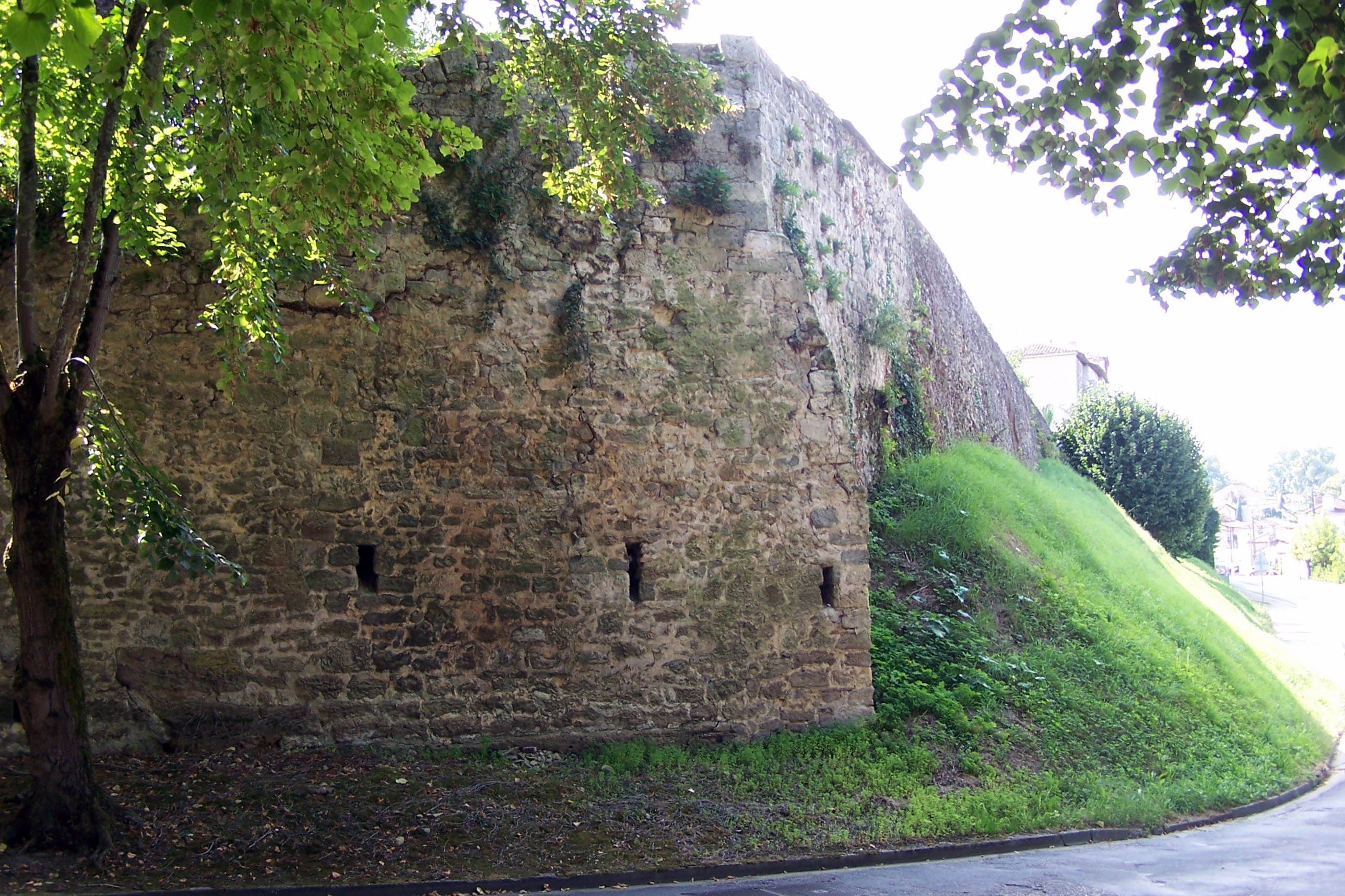
Les remparts de l'allée de Tourny (sept. 2011)
44° 25′ 57,5″ N, 0° 12′ 25″ O
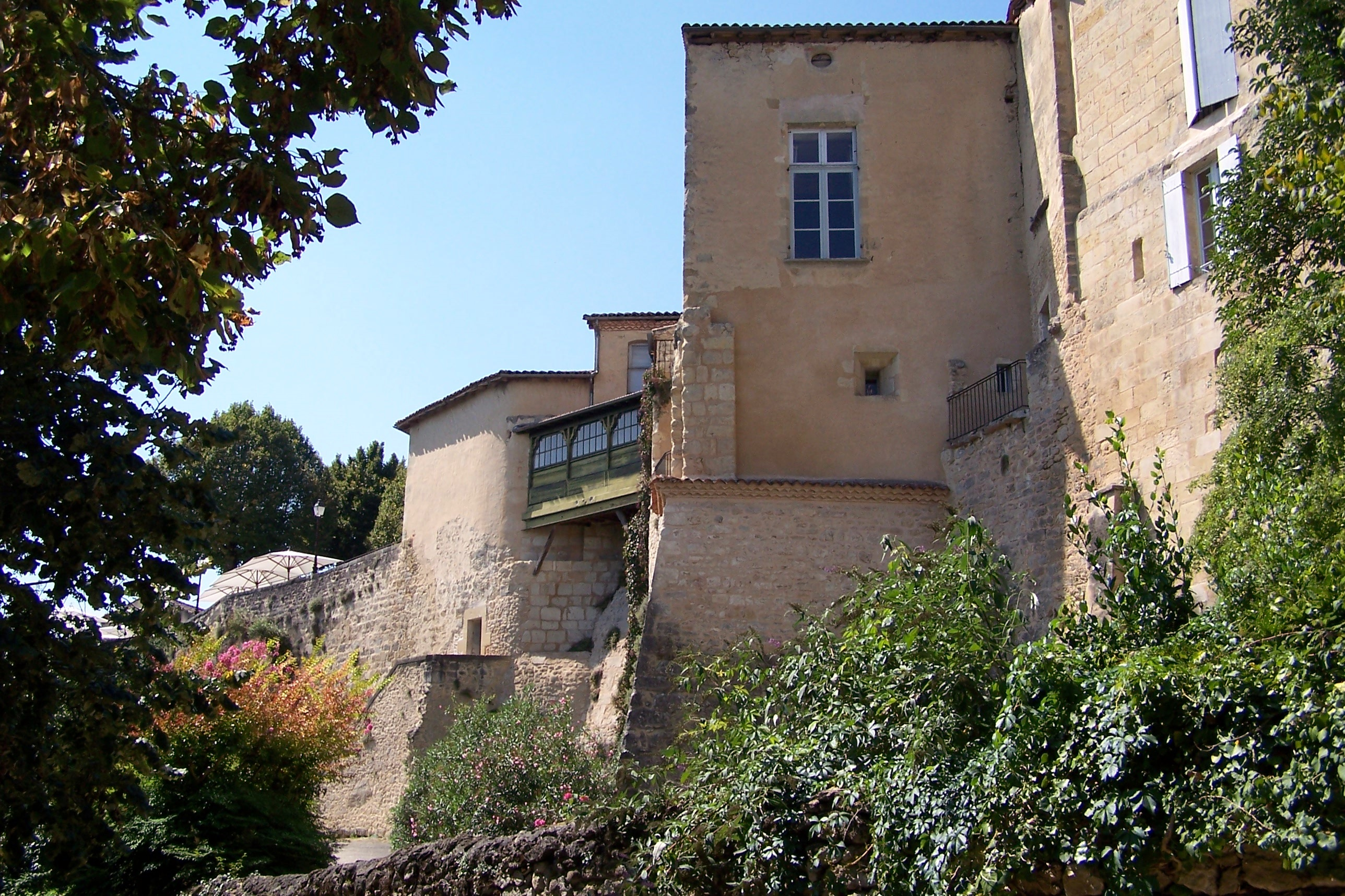
Les remparts sous l'hôtel de ville (sept. 2011)
44° 25′ 50,5″ N, 0° 12′ 40,7″ O
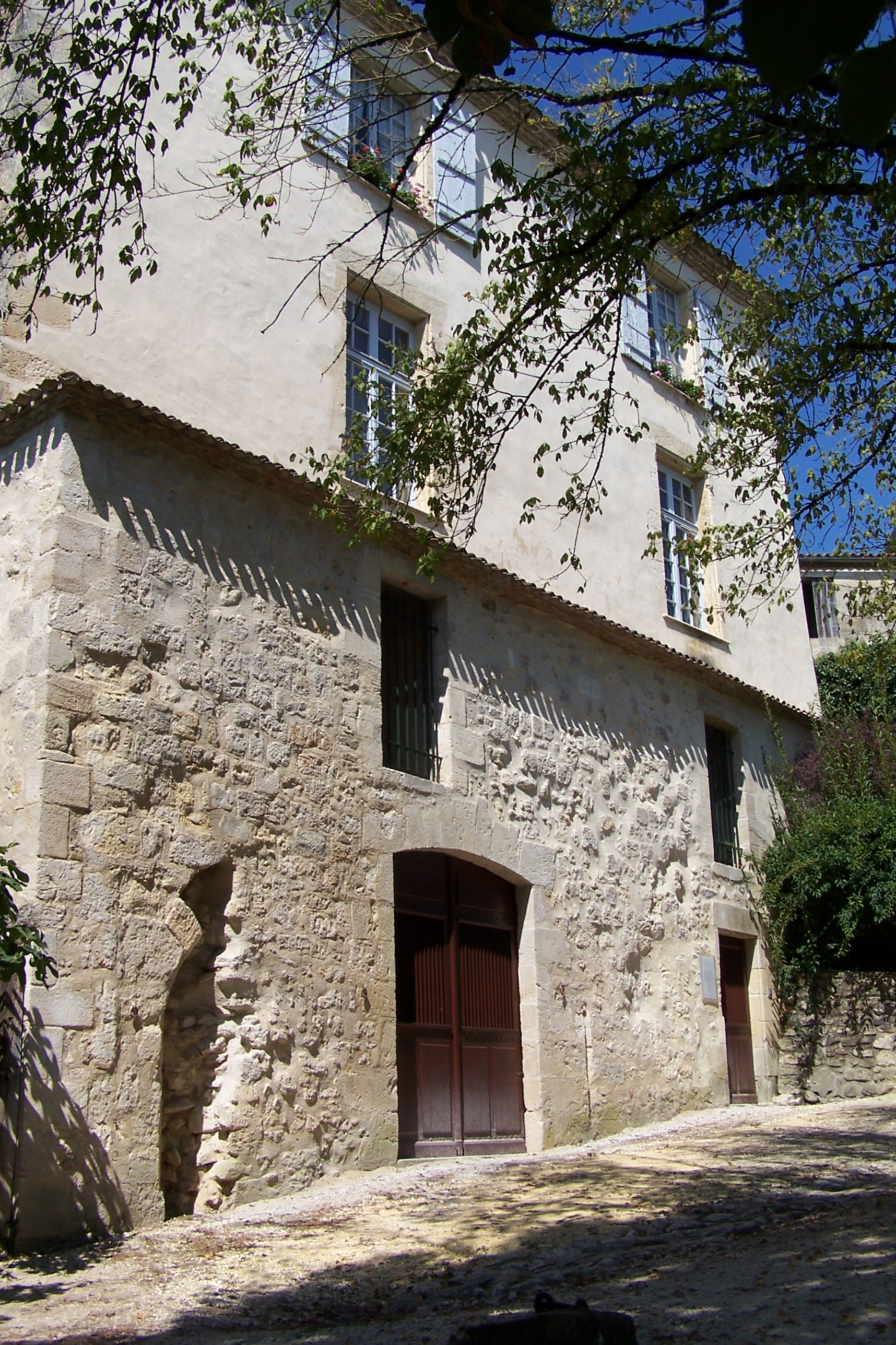
La poterne de la Brèche (sept. 2011)
44° 25′ 51,1″ N, 0° 12′ 39,2″ O